# Каверзино (Витебская область)
Каверзино (бел. Ка́верзіна) — деревня в Городокском районе Витебской области Белоруссии. Входит в состав Бычихинского сельсовета.
Находится примерно в 7 верстах к юго-востоку от более крупной деревни Хвошно.
До 16 сентября 1960 года деревня входила в состав Руднянского сельсовета, до 7 июня 1966 года — в состав Межанского сельсовета, до 10 октября 2013 года — в состав Гуркинского сельсовета.

## Население
- 1999 год — 10 человек
- 2010 год — 3 человека[7]
- 2019 год — 0 человек[1]